# Cloudflare
Cloudflare, Inc. este o companie din SUA care oferă servicii de livrare de conținut, securitate și servicii distribuite de nume de domenii internet, situându-se între vizitator și furnizorul de hosting al utilizatorului Cloudflare, acționând ca un proxy invers pentru site-uri de internet. Cloudflare are sediul în San Francisco, California, și birouri în Londra, Singapore, Champaign, Illinois⁠(en)[traduceți] și Austin.

## Istorie
Compania Cloudflare a fost fondată în 2009 de Matthew Prince, Lee Holloway și Michelle Zatlyn. Compania a primit atenția presei în iunie 2011 pentru furnizarea de servicii de securitate pe site-ul web al LulzSec, de un grup black hat. Cloudflare acționează ca un proxy invers pentru traficul web. Cloudflare acceptă protocoale web, inclusiv SPDY și HTTP/2, precum și oferă suport pentru HTTP/2 Server Push. Din 2009, compania a fost finanțată cu capital de risc.